# Kapoly megállóhely
Kapoly megállóhely egy Somogy vármegyei vasúti megállási pont Kapoly településen, a MÁV üzemeltetésében. A település déli szélén helyezkedik el, nem messze a 6511-es és a 6516-os utak keresztezésétől, közúti megközelítését egy rövid önkormányzati út biztosítja, amely a 6516-osból ágazik ki kelet felé.

## Vasútvonalak
A megállóhelyet az alábbi vasútvonalak érintik:
- Kaposvár–Siófok-vasútvonal

## Kapcsolódó állomások
A megállóhelyhez az alábbi állomások vannak a legközelebb:
- Tab vasútállomás (Kaposvár–Siófok-vasútvonal)
- Somogymeggyes megállóhely (Kaposvár–Siófok-vasútvonal)

## Forgalom
| Járat        | Útvonal | Gyakoriság |
| ------------ | --- | ---------- |
| személyvonat | Siófok – Sióvölgy – Siójut – Ádánd – Som-Nagyberény – Daránypuszta – Bábonymegyer – Tab – Kapoly – Somogymeggyes – Karád – Andocs – Bonnya – Kisbárapáti – Felsőmocsolád – Mernye – Somodor – Somogyaszaló – Répáspuszta – Toponár – Kaposszentjakab – Kaposvár | Napi 3 pár |
| személyvonat | Tab – Kapoly – Somogymeggyes – Karád – Andocs – Bonnya – Kisbárapáti – Felsőmocsolád – Mernye – Somodor – Somogyaszaló – Répáspuszta – Toponár – Kaposszentjakab – Kaposvár                                                                                     | Napi 1 pár |